# Draba talassica
Draba talassica är en korsblommig växtart som beskrevs av Richard Richardowitsch Pohle. Draba talassica ingår i släktet drabor, och familjen korsblommiga växter. Inga underarter finns listade i Catalogue of Life.